# Abby McDonald
Abby McDonald (Sussex, 1986) is een Britse auteur en scenarioschrijfster. McDonald woont en werkt in Los Angeles.

## Biografie
McDonald werd geboren in Sussex, Engeland. Ze studeerde Politics, Philosophy & Economics aan de Universiteit van Oxford. Na haar afstuderen tekende ze op tweeëntwintigjarige leeftijd haar eerste boekcontract.
McDonald publiceerde boeken onder diverse namen. Onder de naam Abby McDonald publiceerde ze meerdere young adult-romans, waaronder Sophomore Switch (VS; in het Verenigd Koninkrijk verschenen als Life Swap), Boys, Bears & a Serious Pair of Hiking Boots (in het Nederlands vertaald als: Jongens, beren en bergschoenen), The Anti-Prom en Getting Over Garrett Delaney. Als Abigail Haas publiceerde ze de psychologische YA-thrillers Dangerous Girls (in het Nederlands vertaald als: Verraad) en Dangerous Boys (in het Nederlands vertaald als: Bedrog). Onder het pseudoniem Melody Grace bracht zij onder meer de romantische Beachwood Bay-serie uit, die zij oorspronkelijk in eigen beheer publiceerde. Deze boekenreeks behaalde de bestsellerlijsten van onder meer USA Today en werd internationaal succesvol voordat zij haar identiteit onthulde.
McDonald is tevens actief in de televisie-industrie. Zij was scenarist voor de Netflix-serie Bridgerton, waarvoor zij bijdroeg aan afleveringen van zowel het eerste als het tweede seizoen. Daarnaast schreef zij het script voor de romantische komedie Jingle Bell Heist, waarvan de opnames in december 2023 in Londen begonnen.

### Als Abby McDonald
- Sophomore Switch (2009) — in het Verenigd Koninkrijk uitgegeven als Life Swap, in het Nederlands vertaald als: In haar schoenen
- Boys, Bears, and a Serious Pair of Hiking Boots (2010), in het Nederlands vertaald als: Jongens, beren en bergschoenen
- The Popularity Rules (2010) — in de VS heruitgegeven als The Liberation of Alice Love
- The Anti-Prom (2011)
- Getting Over Garrett Delaney (2012)
- Jane Austen Goes to Hollywood (2013)

### Als Abigail Haas
- Dangerous Girls (2013), herdrukt als I'll Never Tell, in het Nederlands vertaald als: Verraad
- Dangerous Boys (2014), in het Nederlands vertaald als: Bedrog

### Als Ann A. McDonald
- The Oxford Inheritance (2016)

### Als Melody Grace

#### (Beachwood Bay-serie)
- Unbroken (prequel, 2013)
- Untouched (2013)
- Unafraid (2013)
- Unwrapped (novelle, 2013)
- Unconditional (2014)
- Uninhibited (2014)
- Unstoppable (2014)
- Unwritten (2014)

#### (Sweetbriar Cove-serie)
- Meant to Be (2017)
- All for You (2017)
- The Only One (2017)
- I'm Yours (2017)
- Holiday Kisses (2017)
- No Ordinary Love (2018)
- Wildest Dreams (2018)
- This Kiss (2018)
- Always Be Mine (2019)
- Two Hearts (2019)
- The Story of Us (2020)
- Back to You (2020)

- Bibliothèque nationale de France: cb16773707q (data)
- Gemeinsame Normdatei: 143849468
- International Standard Name Identifier: 0000 0001 1205 8646
- Library of Congress Control Number: no2009066647
- Nationale Bibliotheek van Polen: a0000002316204
- Nederlandse Thesaurus van Auteursnamen: 320635716
- Virtual International Authority File: 163141706
- WorldCat: E39PBJd3QvQYjYGXXFXPMYRBT3